# Schempp-Hirth Discus-2
Lo Schempp-Hirth Discus-2 è un aliante classe Standard prodotto dalla tedesca Schempp-Hirth Flugzeugbau a partire dal 1998. Ha preso il posto dello Schempp-Hirth Discus, aeromobile di grande successo.

## Tecnica
Nella vista piana la forma quasi a mezzaluna del suo bordo d'attacco è simile a quella del Discus, ma è rastremato in tre fasi. Adopera un profilo alare interamente nuovo. Il diedro verso le punte è stato assai aumentato rispetto al Discus. Le alette d'estremità non sono fornite di serie, ma disponibili come accessorio. La versione con fusoliera più stretta è chiamata Discus-2a e quella con la fusoliera più larga Discus-2b. Gli esemplari di Discus-2b in uso alla United States Air Force hanno la denominazione TG-15B.
Il Discus-2 è stato un modello di successo, benché la concorrenza rappresentata dal Rolladen-Schneider LS8 e dallo Schleicher ASW 28 gli abbia impedito di vendere quanto il suo predecessore, che invece godette a lungo di una sorta di monopolio di fatto nell'offerta commerciale.

### Versione 18 metri
Nel 2002 fu lanciata una versione (Discus-2c) con apertura alare di 18 m, e l'opzione di estremità alari più piccole, in modo da rientrare nella classe Standard. Ne esiste una variante dotata di un piccolo motore ausiliario (turbo), denominata Discus-2cT.

## Varianti
Discus-2a
Variante di produzione con 15 m di apertura alare e carlinga stretta. Larghezza 0,54 m, altezza 0,75 m.
Discus-2b
Variante di produzione con 15 m di apertura alare e una carlinga più larga. Larghezza 0,62 m, altezza 0,81 m.
Discus-2T
Variante "turbo" con 15 m di apertura alare ed un motore a due tempi ausiliario bicilindrico da 15,3 kW (20,5 hp) SOLO 2350.
Discus-2c
Variante di produzione con 15 m o 18 m di apertura alare.
Discus-2cT
Variante "turbo" con 15 m di apertura alare ed un motore a due tempi ausiliario bicilindrico da 15,3 kW (20,5 hp) SOLO 2350.
Discus-2c FES
Variante di produzione con 15 m o 18 m di apertura alare equipaggiato con un motore elettrico ausiliario anteriore.